# CBC Television
Den här artikeln är helt eller delvis baserad på material från engelskspråkiga Wikipedia.
CBC Television är en kanadensisk TV-kanal ägd av Canadian Broadcasting Corporation (CBC). Den är engelskspråkig och Kanadas äldsta TV-kanal. CBC:s sändningar inleddes den 6 september 1952. 
Kanalen finansieras delvis av frivilliga donationer från tittare och delvis av reklamer.
Den 9 oktober 2006 började kanalen sända dygnet runt, något de flesta större engelskspråkiga kanaler redan börjat med tidigare.
Kanalen är tillgänglig genom digital marksänd TV, kabel, och satellit rund Kanada. Man kan också få CBC Television i några amerikanska stader nära den kanadensiska gränsen såsom Detroit MI och Buffalo NY.

## Logotyp

Alternativ logotyp som används mellan 1960 et 1974.
Logotyp från 1986 till 1992.
Logotyp sedan 1992.

## TV stationer
Alla TV-stationer som sänder CBC:s program ägs och drivs av CBC. Dessa stationerna driver som en sömlös national tjänst med begränsad variationer (såsom lokala nyheter) från nätverkets huvudtidtabell. Alla stationer använder CBC:s varumärke och inte sin enskildas anropssignal.
| Station | Områd         | Kanal på marksänd TV |
| ------- | ------------- | -------------------- |
| CBLT-DT | Toronto       | 5-1                  |
| CBMT-DT | Montreal      | 6-1                  |
| CBUT-DT | Vancouver     | 2-1                  |
| CBWT-DT | Winnipeg      | 6-1                  |
| CBOT-DT | Ottawa        | 4-1                  |
| CBRT-DT | Calgary       | 9-1                  |
| CBXT-DT | Edmonton      | 5-1                  |
| CBKT-DT | Regina        | 9-1                  |
| CBHT-DT | Halifax       | 3-1                  |
| CBNT-DT | St Johns      | 8-1                  |
| CBET-DT | Windsor       | 9-1                  |
| CFYK-DT | Yellowknife   | 8-1                  |
| CBAT-DT | Frederichton  | 4-1                  |
| CBCT-DT | Charlottetown | 13-1                 |

## TV-program i urval

### Antologi
- Canadian Reflections (10 juni 1978–nuvarande)
- q (11 juni 2013–nuvarande)
- CBC Selects (5 oktober 2014–nuvarande)
- The Filmmakers (22 juli 2017–nuvarande)
- From the Vaults (15 november 2018–nuvarande)
- Hot Docs at Home (April 2020–nuvarande)
- Movie Night in Canada (14 mars 2020–nuvarande)

### Komedi
- Just for Laughs (14 juli 1983–present)
- This Hour Has 22 Minutes (11 oktober 1993–nuvarande)
- Baroness von Sketch Show (14 juni 2016–nuvarande)
- Kim's Convenience (11 oktober 2016–nuvarande)
- Workin' Moms (10 januari 2017–nuvarande)
- TallBoyz (17 september 2019–nuvarande)

### Drama
- Heartland (14 oktober 2007–nuvarande)
- Murdoch Mysteries (20 januari 2008–nuvarande)
- Frankie Drake Mysteries (6 november 2017–nuvarande)
- Burden of Truth (10 januari 2018–nuvarande)
- Coroner (7 januari 2019–nuvarande)
- Diggstown (6 mars 2019–nuvarande)
- Fortunate Son (8 januari 2020–nuvarande)

### Frågesport
- Family Feud Canada (16 december 2019–nuvarande)

### Dokusåpa
- Dragons' Den (3 oktober 2006–nuvarande)
- Battle of the Blades (4 oktober 2009–17 november 2013; 19 september 2019–nuvarande)
- Canada's Smartest Person (28 september 2014–nuvarande)
- Escape to the Country (1 april 2014–nuvarande)
- Fridge Wars (27 februari 2020–nuvarande)
- Still Standing (23 juni 2015–nuvarande)
- Hello Goodbye (2016–nuvarande)
- The Great Canadian Baking Show (1 november 2017–nuvarande)

### Nyheter
- CBC News: Morning
- Regional newscasts
- The National (1954–nuvarande)
- The Nature of Things (1960–nuvarande)
- Land and Sea (1964–nuvarande)
- Marketplace (5 oktober 1972–nuvarande)
- the fifth estate (1975–nuvarande)
- The Passionate Eye (1993–nuvarande)
- Mansbridge One on One (1999–nuvarande)
- Absolutely Canadian (2009–nuvarande)
- CBC Music Backstage Pass (2013–nuvarande)
- Firsthand (2015–nuvarande)
- Exhibitionists (2015–nuvarande)
- The Detectives (10 januari 2018–nuvarande)

### Sport (CBC Sports)
- Hockey Night in Canada (1952–nuvarande; produceras nu av Rogers Media)
- Olympics on CBC (1956–nuvarande), som ingår:
  - Summer Olympics
  - Winter Olympics

### Utländska program
- Coronation Street (31 maj 1971–nuvarande)
- Crossing Lines (2013–nuvarande)
- Banished (2015–nuvarande)[2]
- Bondi Vet (2015–nuvarande)
- Grand Designs (2015–nuvarande)
- Love Child (2015–nuvarande)[2]
- Please Like Me (2015–nuvarande)[2]
- Raised by Wolves (2015–nuvarande)[2]
- When Calls the Heart (2015–nuvarande)[2]
- Jekyll and Hyde (2016–nuvarande)[2]